# Die drei Federn
Die drei Federn ist ein Märchen (ATU 402). Es steht in den Kinder- und Hausmärchen der Brüder Grimm ab der 2. Auflage von 1819 an Stelle 63 (KHM 63), vorher mit anderen an Stelle 64.

## Inhalt
Ein König verspricht demjenigen seiner drei Söhne das Reich, der ihm den feinsten Teppich bringt. Er bläst drei Federn in die Luft, denen sie folgen sollen. Die beiden älteren und klugen ziehen in den Osten und den Westen. Sie verlachen den jüngsten, der Dummling genannt wird, weil seine Feder zur Erde fällt. Er ist erst traurig. Da findet er bei der Feder eine Falltür, darunter eine Treppe und eine Tür, hinter der eine Kröte wohnt. Sie gibt ihm, was er braucht. Seine Brüder, die in ihrem Hochmut nur billige Tücher geholt haben, fordern aber eine neue Bedingung, denn dem Dummling fehle der Verstand. Da lässt sich der König noch den schönsten Ring und schließlich die schönste Frau bringen. Die Kröte gibt dem Dummling eine ausgehöhlte gelbe Rübe mit sechs Mäusen bespannt. Als er eine der kleinen Kröten hineinsetzt, wird sie eine wunderschöne Frau in einer Kutsche. Die zwei Älteren fordern noch, die Frauen sollten durch einen Ring springen, weil sie meinen, ihre zwei Bauernweiber könnten das besser. Doch sie brechen sich die Glieder. Die Frau vom Dummling aber springt geschickt wie ein Reh durch den Ring. Dann wird der Dummling König und regiert weise.

## Stilistische Besonderheiten

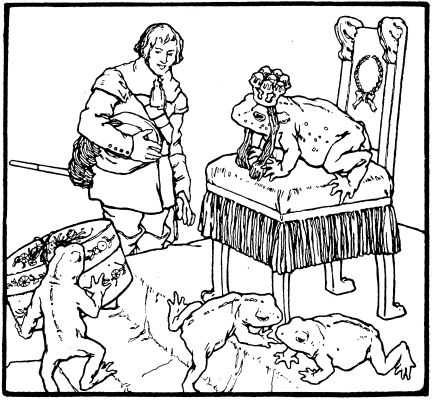
Illustration von Otto Ubbelohde, 1909

Die Kröte, die hier Itsche genannt wird, spricht in zwei Gedichten. Es sind dieselben wie in einer ähnlichen Szene in Der Eisenofen. Als der Dummling an der Tür klopft, ruft sie:
„Jungfer grün und klein, Hutzelbein, Hutzelbeins Hündchen, Hutzel hin und her, laß geschwind sehen, wer draußen wär.“
Als er seinen Wunsch vorträgt, sagt sie:
„Jungfer grün und klein, Hutzelbein, Hutzelbeins Hündchen, Hutzel hin und her, bring mir die große Schachtel her.“

## Herkunft und Varianten

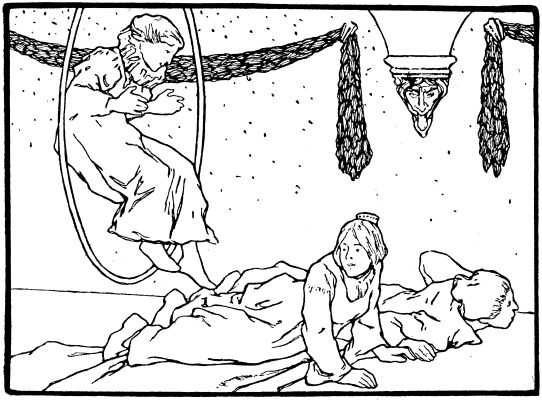
Illustration von Otto Ubbelohde, 1909

Die drei Federn steht in den Kinder- und Hausmärchen ab der 2. Auflage von 1819 als Nr. 63. Die Anmerkung notiert „aus Zwehrn“ (von Dorothea Viehmann) und berichtet von Varianten (z. B. Dummling muss Kröte mit dem Schwert durchs Herz schneiden, Katze gibt ihm den schönsten Duft) sowie vom Brauch des Federausblasens. Unter anderem genannt werden die Schlangenjungfrau in Grimms Deutsche Sagen (1, 13), „Braunschw. Sammlung“ „S. 271–286“, Büsching S. 268 „von der Padde“, Zingerle „S. 348“, Aulnoy Nr. 19 la chatte blanche, Cavallius „S. 300“, norwegisch bei Asbjörnsen „S. 160“, polnisch bei Lewestam „S. 101“, albanesisch Hahn 2, 166. 167, serbisch bei Wuk Nr. 11.
Die 1. Auflage von 1812 enthielt eine sehr ähnliche Fassung zusammen mit Die weiße Taube und Die Bienenkönigin unter dem Übertitel Von dem Dummling, Nr. 64. Sie entspricht weitestgehend Wilhelm Grimms handschriftlicher Urfassung von 1810: Der Dummling findet unter dem Stein eine Marmorplatte mit einem Ring, unter dem sitzt ein Mädchen, das ihm das feinste Garn, den schönsten Teppich macht. Als er die Frau bringen soll, zeigt es ihm einen Frosch, der sagt „umschling mich und versenk dich“. Als er ihn nimmt und damit in einen Teich springt, wird der Frosch die schönste Frau, die als einzige durch den Ring springen kann.
Grimms Märchen enthalten viele Beispiele vom Dummling oder Hans, dem seine Brüder den Erfolg missgönnen oder nicht glauben (Der Ranzen, das Hütlein und das Hörnlein, Die Bienenkönigin, Der arme Müllerbursch und das Kätzchen, Vom klugen Schneiderlein) oder ihn gar töten wollen (Der singende Knochen, Der goldene Vogel, Dat Erdmänneken, Das Wasser des Lebens, Der starke Hans). Die Dreizahl der Gefährten ist aber auch sonst verbreitet: Tischchen deck dich, Goldesel und Knüppel aus dem Sack, Der Teufel mit den drei goldenen Haaren, Die drei Glückskinder, Die drei Handwerksburschen, Die drei Brüder, Der Teufel und seine Großmutter, Die drei Faulen.

## Interpretation

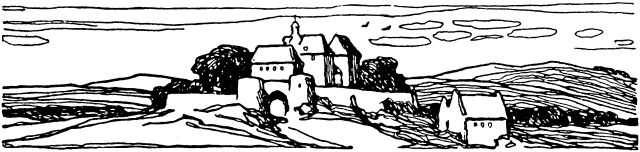
Illustration von Otto Ubbelohde, 1909

Der Teppich ist als eine Webarbeit der Nornen zu sehen und somit als das Schicksal des Menschen. Dies zeigt sich auch im Ausdruck „so schön und fein, wie oben auf der Erde keiner gewebt werden konnte“. Bruno Bettelheim sieht einen Ödipuskonflikt. Ein Kind kann sich mit dem Dritten als Dummling besonders identifizieren, da dies der ursprünglichen Familienkonstellation entspricht. Er siegt, indem er sich der Macht seines Unbewussten bedient, von dem seine Konkurrenten abgeschnitten bleiben. Während sie in nicht näher differenzierter Klugheit auf die Oberfläche der Dinge fixiert bleiben, wo sie nur grobe Dinge finden, steigt er in die Unterwelt, doch deren Inhalt muss man selbst verfeinern und sublimieren. Die Bedeutung des Wandels zeigt sich im letzten Satz des Märchens, indem keine Hochzeit dargestellt, sondern die Weisheit des Dummlings hervorgehoben wird. Hedwig von Beit deutet tiefenpsychologisch den König als herrschendes Bewusstsein, dem üblicherweise zur Lebensmitte die Vitalität (bunter Teppich) ausgeht. Die von ihm wahrgenommene Dreiheit muss durch die bisher unentwickelte Funktion der Psyche, den also ungeschickten Dummling, zur Vierheit komplettiert werden. Er erreicht die dem Mann unbewusste Anima, das weibliche Erdwesen, für das dunkle Höhle, Kröte und Rübe stehen. Der Ring ist ein Mandala für das Selbst. Auch Wilhelm Salber bemerkt die gleichsam geometrische Ordnung des Nachfolgeproblems. Entgegen der bestehenden Form wird gerade das Ungestaltete fruchtbar. Regina Kämmerer sieht, wie der Dummling als Einziger des Vaters Weisung ernst nimmt, die Schöpfung achtet, und sich beschenken lassen kann.

## Verfilmung
- 2014: Die drei Federn, Deutschland, Märchenfilm der 7. Staffel aus der ARD-Reihe Sechs auf einen Streich,  Regie: Su Turhan

### Primärliteratur
- Grimm, Brüder. Kinder- und Hausmärchen. Vollständige Ausgabe. Mit 184 Illustrationen zeitgenössischer Künstler und einem Nachwort von Heinz Rölleke. S. 364–367. Düsseldorf und Zürich, 19. Auflage 1999. (Artemis & Winkler Verlag; Patmos Verlag; ISBN 3-538-06943-3)
- Grimm, Brüder. Kinder- und Hausmärchen. Ausgabe letzter Hand mit den Originalanmerkungen der Brüder Grimm. Mit einem Anhang sämtlicher, nicht in allen Auflagen veröffentlichter Märchen und Herkunftsnachweisen herausgegeben von Heinz Rölleke. Band 3: Originalanmerkungen, Herkunftsnachweise, Nachwort. S. 124–126, 470–471. Durchgesehene und bibliographisch ergänzte Ausgabe, Stuttgart 1994. (Reclam-Verlag; ISBN 3-15-003193-1)
- Rölleke, Heinz (Hrsg.): Die älteste Märchensammlung der Brüder Grimm. Synopse der handschriftlichen Urfassung von 1810 und der Erstdrucke von 1812. Herausgegeben und erläutert von Heinz Rölleke. S. 90–105. Cologny-Geneve 1975. (Fondation Martin Bodmer; Printed in Switzerland)

### Interpretationen
- von Beit, Hedwig: Symbolik des Märchens. Bern, 1952. S. 337–355. (A. Francke AG, Verlag)
- Lenz, Friedel: Bildsprache der Märchen. 8. Auflage. S. 171–177. Stuttgart, 1997. (Verlag Freies Geistesleben und Urachhaus GmbH; ISBN 3-87838-148-4)
- Bruno Bettelheim: Kinder brauchen Märchen. 31. Auflage 2012. dtv, München 1980, ISBN 978-3-423-35028-0, S. 119–128.
- Wilhelm Salber: Märchenanalyse (= Werkausgabe Wilhelm Salber. Band 12). 2. Auflage. Bouvier, Bonn 1999, ISBN 3-416-02899-6, S. 156–157, 159, 161.